# Saklıkent (kaňon)
Saklıkent, též Saklı Kent (v překladu skryté město) je výletní místo nedaleko antického města Tlos v turecké provincii Muğla.
Nedaleko Tlos (u Fethiye) tvoří přítok řeky Eşen Çayı (zvané též Xantos nebo Kocaçay) ve skalnaté náhorní plošině až 300 m hlubokou a 18 km dlouhou rokli, která patří k nejhlubším na světě.
Jelikož v zimě hladina vody silně narůstá, je kaňon přístupný teprve od dubna, kdy většina sněhu v pohoří Taurus roztála.
Část kaňonu dlouhá 4 km je využívána komerčně. Po zaplacení vstupného je možné projít prvních 200 m na ve skalách zapuštěných lávkách k malé restauraci, odkud je možné dál pokračovat s průvodcem nebo bez. U restaurace je vícero vyvěraček, ze kterých vyvěrá velké množství vody.

## Národní park
V oblasti kaňonu byl 6. června 1996 vyhlášen národní park (turecky Saklıkent Milli Parkı).

## Galerie

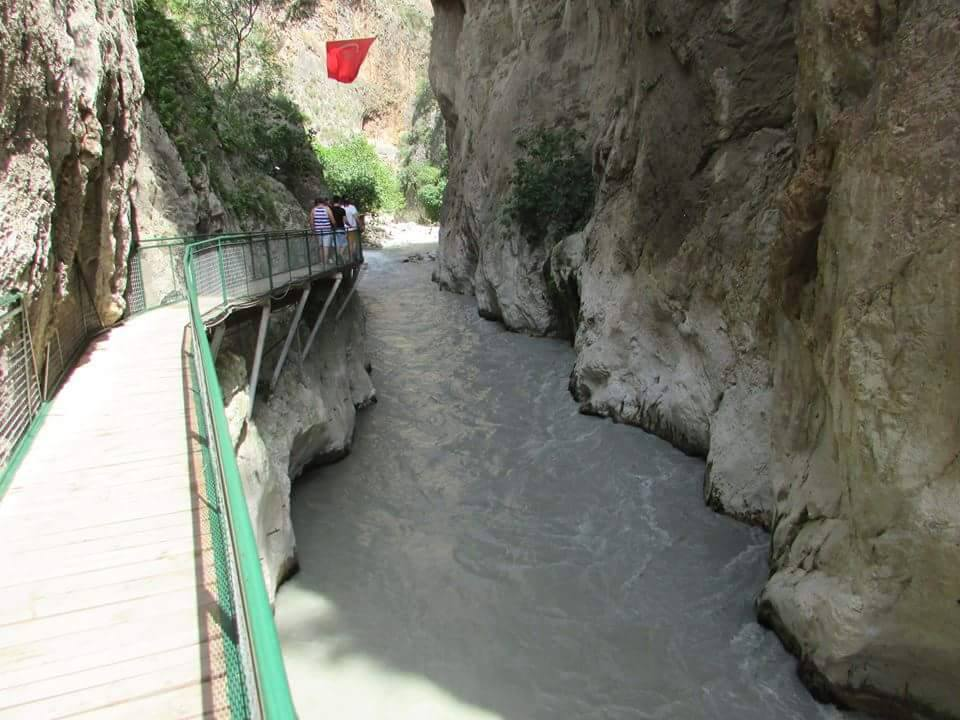
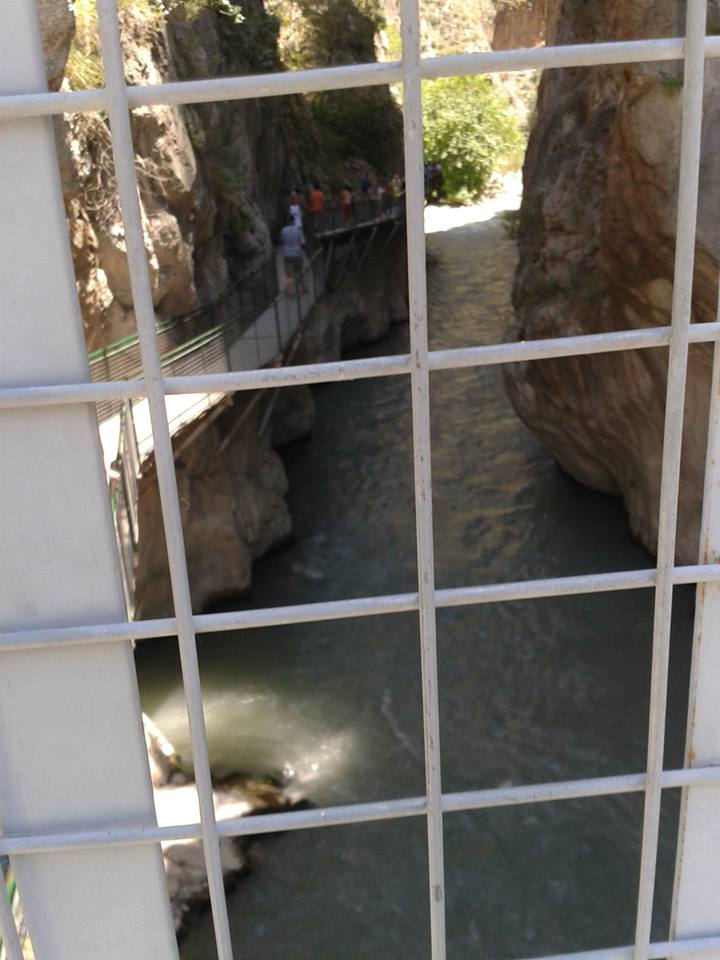
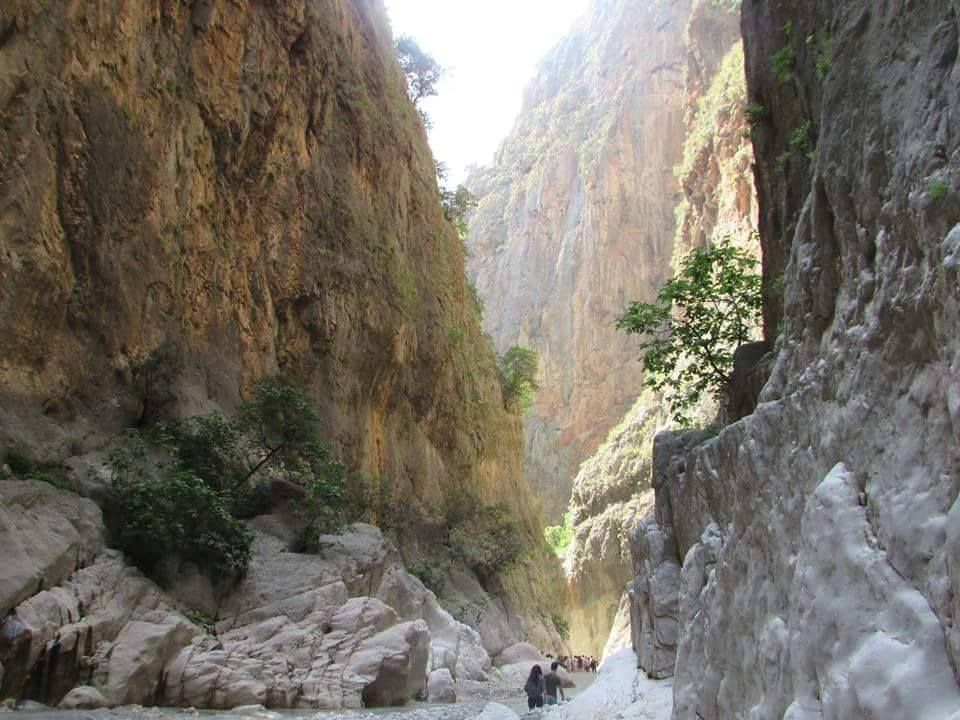